# Lambrusco Viadanese
Die Rotweinsorte Lambrusco Viadanese ist eine von über 60 Varietäten aus der Familie der Lambrusco. Sie wird für perlenden Rot- und Roséwein (Frizzante oder Perlwein) in der italienischen Region Emilia-Romagna verwendet.
Die Sorte ist in der Provinz Ferrara der Emilia-Romagna sowie den Provinzen Cremona und Mantua in der Lombardei zugelassen. Den Namen erhielt die Sorte von der Gemeinde Viadana in der Provinz Mantua. Die bestockte Fläche betrug in den 1990er Jahren ca. 339 Hektar.
Die einfachen Weine verfügen über eine intensive Rubin-Rotfärbung, sind extraktreich, tanninreich und geben dem Wein im Verschnitt die notwendige Säure.

## Synonyme
Die Rebsorte ist auch unter folgenden Synonymen bekannt: Grappello Ruberti, Grappello Ruperti, Groppello Ruberti, Groppello Ruperti, Lambrusco di Viadana, Lambrusco di Viade, Lambrusco di Viadenese, Lambrusco Mantovano, Mantovano, Montecchio.

## Ampelographische Sortenmerkmale
In der Ampelographie wird der Habitus folgendermaßen beschrieben:
- Die Triebspitze ist offen. Sie ist starkwollig weißlich behaart und mit einem karminroten Anflug versehen. Die Jungblätter sind leicht wollig behaart.
- Die mittelgroßen Blätter (siehe auch den Artikel Blattform) sind fünflappig und tief gebuchtet. Die Stielbucht ist lyren oder U-förmig offen. Das Blatt ist stumpf gezahnt. Die Zähne sind im Vergleich der Rebsorten mittelgroß. Die Blattoberfläche (auch Spreite genannt) ist kaum blasig. Im Herbst färbt sich das Laub gelblich mit einigen rötlichen Flecken.
- Die walzenförmige Traube ist mittelgroß bis groß und dichtbeerig bis kompakt. Die rundlichen Beeren sind mittelgroß und von bläulich-schwarzer Farbe. Die Schale der Beere ist ausgesprochen stark und fest.

Lambrusco Viadanese reift 35 Tage nach dem Gutedel und ist damit spät reifend. In der Emilia-Romagna wird das Lesegut Ende September bis Anfang Oktober eingeholt. Die wüchsige Sorte liefert große aber ungleichmäßige Erträge, da die Sorte sehr zu Verrieselung neigt.
Siehe auch den Artikel Weinbau in Italien sowie die Liste der Rebsorten in Italien.